# Segunda guerra civil inglesa
La Segunda guerra civil inglesa (1648 a 1649) fue el segundo episodio de las tres guerras conocidas como la guerra civil inglesa. Consiste en una serie de conflictos militares y políticos entre las fuerzas del bando Parlamentario dirigido por Oliver Cromwell y el bando Realista de Carlos I de Inglaterra.
Las disputas entre los partidarios del rey Carlos I que se encontraba encarcelado por las fuerzas parlamentarias y los del Parlamento largo persistieron. Sin embargo los escasos apoyos monárquicos entre los propios parlamentarios cesaron cuando el rey escapó, se alió con los escoceses y desencadenó de nuevo la guerra civil en 1648.
Entre abril-junio de 1648 se sucedieron las sublevaciones contra el Parlamento de Inglaterra, pero fueron controladas por el ejército. Cromwell reprimió una rebelión en Gales. La principal batalla de este conflicto fue la batalla de Preston, en el verano del mismo año en la que Cromwell derrotó a los escoceses.
Un pequeño grupo del ejército estaba convencido de la imposibilidad de llegar a un acuerdo con Carlos I, pero el Parlamento era partidario de negociar. En el mes de diciembre, autorizó la expulsión de la oposición, dejando sólo a unos pocos miembros que estaban de acuerdo con la designación de una comisión que juzgara al Rey por traición. Este golpe militar instigado por Cromwell, organizado por el general Henry Ireton y llevado a cabo por el coronel Thomas Pride purgó el Parlamento, de modo que solo quedaron algunos miembros, en lo que se conoció como Parlamento Rabadilla o Rump.
Fue una guerra caballeresca, en la que Cromwell terminó venciendo, con su Batallón de los Santos (Ironsides), a los promonárquicos.
El fin del enfrentamiento supuso el enjuiciamiento por alta traición del rey por un tribunal nombrado por el Parlamento Rabadilla. Fue decapitado el 30 de enero de 1649. En consecuencia, se proclamó la única república en la historia inglesa.